# Love Affair (álbum)
Love Affair (en español: Amorío) es el decimocuarto álbum de estudio de la cantante estadounidense Gloria Gaynor lanzado en 1992 en EE.UU y en 1993 en EU por medio de la discográfica Time Warner. El álbum se destaca por su canción <<First be a woman>>, las canciones fueron compuestas por Gaynor, L. Simon, Al Stewart, G. Knight, G. Allan,  F. Collins, G. Bella, Michael Lama, P. Sebastian,  N. Sloley y  F. Rizzolo, P. Landro. El álbum se presentó en vivo en el stage.

## Lista de canciones
| Love Affair (1992) |                                    |          |  |
| N.º                | Título                             | Duración |  |
| 1.                 | «Never Be Lonely»                  | 5:07     |  |
| 2.                 | «Top Shelf»                        | 4:49     |  |
| 3.                 | «First Be A Woman»                 | 4:51     |  |
| 4.                 | «Together We Can»                  | 3:55     |  |
| 5.                 | «The Answer»                       | 4:25     |  |
| 6.                 | «He Gave Me Life (I Will Survive)» | 5:01     |  |
| 7.                 | «I'll Apologize»                   | 4:47     |  |
| 8.                 | «Guess Who»                        | 4:30     |  |
| 9.                 | «Shine On Silver Moon»             | 4:51     |  |
| 10.                | «Love Affair»                      | 4:21     |  |
| 41 min aprox.      |                                    |          |  |